# Nancy Garapick
Nancy Garapick (Canadá, 24 de septiembre de 1961) es una nadadora canadiense retirada especializada en pruebas de estilo espalda, donde consiguió ser medallista de bronce olímpica en 1976 en los 100 y 200 metros.

## Carrera deportiva
En los Juegos Olímpicos de Montreal 1976 ganó la medalla de bronce en los 100 metros espalda, con un tiempo de 1:03.71 segundos, y también el bronce en los 200 metros espalda, con 2:15.60 segundos.
En el Campeonato Mundial de Natación de 1975 celebrado en Cali ganó la plata en 200 metros espalda y el bronce en los 100 metros espalda; tres años después, en el Campeonato Mundial de Natación de 1978 de Berlín ganó el bronce en 4x100 metros libre.